# Isuzu HICOM Malaysia
Isuzu HICOM Malaysia Sdn. Bhd. ist ein 1994 (oder 1996) gegründeter Automobil- und Nutzfahrzeughersteller in Pekan (Malaysia).
Das Unternehmen ist ein Joint-Venture zwischen Isuzu Motors Asia. Ltd. (51 %) und DRB-HICOM (49 %). Die Produktion 2015 betrug 12.500 Exemplare. Dabei werden die Isuzu-Modelle der N-Serie unter der Marke HICOM vertrieben.
Das Unternehmen hieß früher Malaysian Truck & Bus Sdn Bhd, bis Isuzu 2007 seine Beteiligung  von 20 auf 51 % aufstockte.